# 小林志保
小林 志保（こばやし しほ、10月4日 - ）は、日本の女性声優。青森県弘前市出身。
早稲田大学法学部卒業。マウスプロモーション附属俳優養成所26期。ケンユウオフィス、パワー・ライズを経て、2020年4月より一時期フリーとなるが、その後、2020年6月よりプロダクション・エース所属となる。

## 出演作品

### テレビアニメ
- ヘボット!（2016年、メイドーにょ）

### 劇場アニメ
- ひるね姫 〜知らないワタシの物語〜（2017年）

### ゲーム
- シェルノサージュ（PS Vita）
- フォトカノ（PS Vita）

### 吹き替え
- ファングボーン（ロバート・トベア）
- 赤い天幕（少年ルベン、トラ）
- ウォンテッド! ローラ&チェルシー（カレン）
- スキャンダル 託された秘密（女医）
- ザ・クラウン (ネットフリックス)シーズン2（ドロシー）
- ダーククリスタル: エイジ・オブ・レジスタンスの裏側（※製作ドキュメンタリー）